# Kükenthaløya
Kükenthaløya ist eine kleine Insel in der Barentssee, die zum norwegischen Spitzbergen-Archipel gehört.

## Geographie
Die Insel liegt im Heleysundet zwischen Barentsøya und der Hauptinsel Spitzbergen und verursacht durch die Einengung dieser Meeresstraße einen starken Gezeitenstrom. Die Insel Kükenthaløya ist langgestreckt und fällt von ihrer durch Basaltsäulen geprägten steilen Ostküste nach Westen hin sanft ab. Ihre Fläche beträgt fünf Quadratkilometer.

## Natur und Klima
Kükenthaløya ist vom Menschen unbeeinflusst geblieben. Die Landschaft ist meist von Schnee und Eis bedeckt und wird als Kältewüste klassifiziert.
Der Juli ist mit einer Durchschnittstemperatur von 6,1 °C der wärmste Monat auf der Insel. Im Februar werden mit durchschnittlichen Nachttemperaturen von −15,8 °C die kältesten Werte erreicht. Tages- und Nachttemperaturen weichen nicht stark voneinander ab, es treten aber signifikante jahrzeitliche Änderungen auf.

## Geschichte
1898 wurde die Insel von der Deutschen Expedition in das Nördliche Eismeer („Helgoland-Expedition“), organisiert vom Journalisten Theodor Lerner und wissenschaftlich geleitet von den Zoologen Fritz Schaudinn und Fritz Römer, besucht. Hugo Rüdiger, der Kapitän des deutschen Fischereidampfers Helgoland, gab der noch unbenannten Insel ihren Namen und ehrte damit den deutschen Zoologen Willy Kükenthal, der 1889 eine Forschungsexpedition der Bremer Geographischen Gesellschaft nach Svalbard geleitet hatte.
Seit 1973 gehört die Insel zum Südost-Svalbard-Naturreservat.